# Evaristo Felice dall' Abaco
Evaristo Felice dall'Abaco (Verona, 12 de julio de 1675 - Múnich, 12 de julio de 1742) fue un compositor y violinista italiano.

## Biografía
Hijo del guitarrista Damiano dall' Abaco, fue probablemente discípulo de Giuseppe Torelli en violín y violonchelo. En 1696 trabajó en Módena junto a Tommaso Antonio Vitali y en 1704 fue nombrado músico de cámara en la corte muniquense del príncipe elector de Baviera, Maximiliano Emanuel.
Después de la derrota del príncipe en la batalla de Blenheim durante la guerra de sucesión española, el compositor se trasladó con la corte, a la sazón en fuga, a la ciudad de Bruselas y posteriormente a Mons, Compiègne y París. A su regreso a Múnich fue nombrado maestro de conciertos y consejero de la corte. Trabajó también como compositor en las cortes de Francia y los Países Bajos hasta 1740, cuando ante la disminución de su influencia en el terreno político se retiró de las actividades profesionales.
Durante su estadía en Bruselas, tuvo un hijo llamado Giuseppe Clemens o Joseph Marie Clement Ferdinand dall' Abaco, que fue también músico y llegó a desempeñarse en la corte del consejo del príncipe elector y arzobispo de Bonn.
Hoy llevan su nombre una calle de la ciudad de Múnich, la Abacostrasse, la orquesta sinfónica de la universidad muniquense y el conservatorio de Verona.

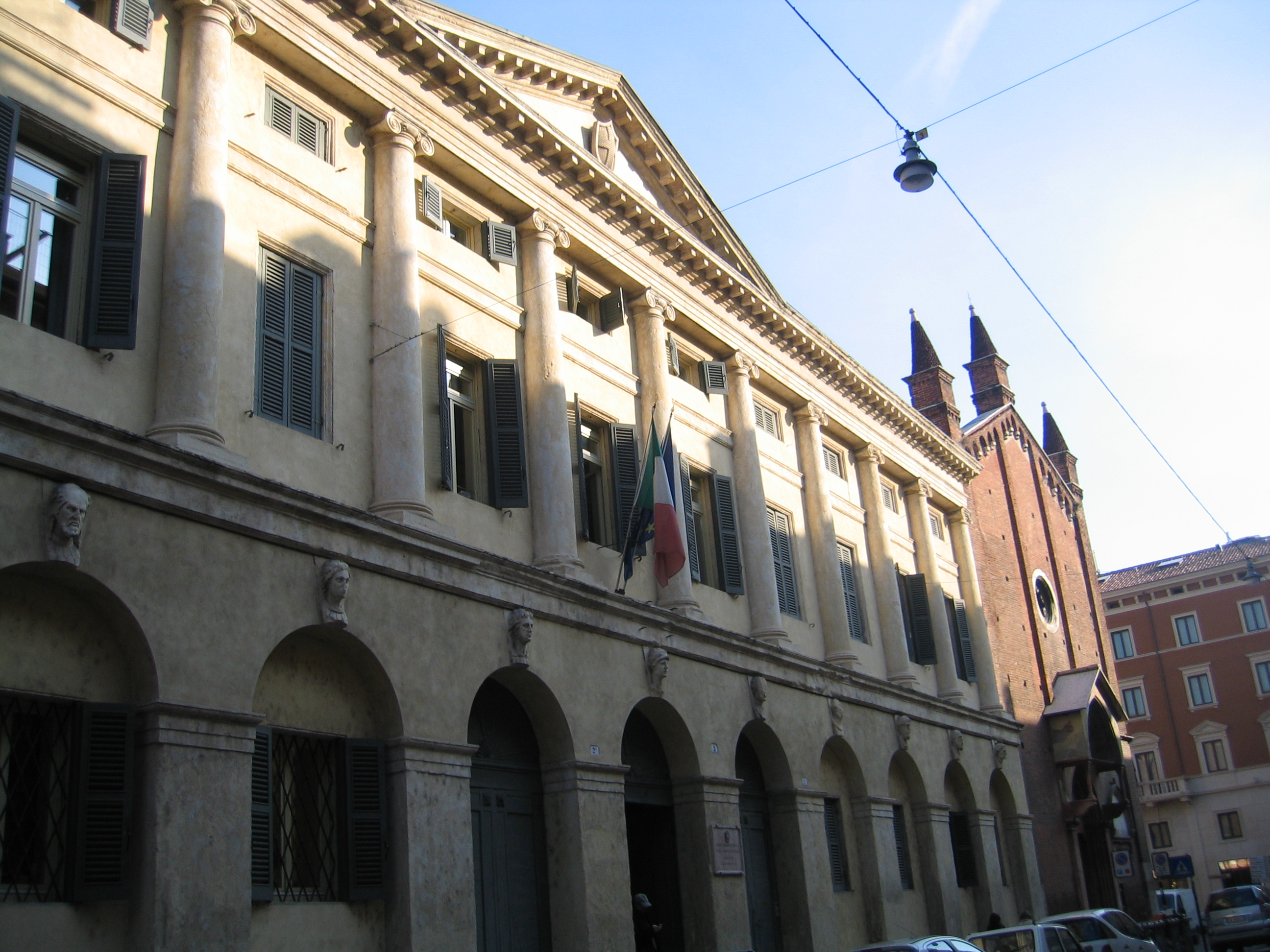
El Conservatorio Dall' Abaco, en Verona.

## Obras
- Opus 1: 12 Sonate da Camera, para violín y violonchelo con bajo continuo
- Opus 2: 12 Concerti a quattro da Chiesa
- Opus 3: 12 Sonate da Chiesa a tre
- Opus 4: 12 Sonate da Camera a violino e violoncello
- Opus 5 & 6: Concerti a piu Instrumenti